# Džiró Akijama
Džiró Akijama (japonsky: 秋山 次郎, Akijama Džiró, narozen 23. listopadu 1977) je japonským profesionálním hráčem go.

## Životopis
Akijama se stal profesionálním hráčem v roce 1992. Učil se od Jasuró Kikučiho. V roce 1999 dosáhl sedmého danu. Jeho největší úspěch přichází v roce 2002, když se dostává do finále NEC Shun-Ei. V současné době pobývá v Tokiu v Japonsku.

## Tituly
| Prohra ve finále | Rok  |
| ---------------- | ---- |
| Zrušený          | 1    |
| NEC Shun-Ei      | 2002 |